# Gibraltar Darts Trophy
| Gibraltar Darts Trophy | Gibraltar Darts Trophy      |
| ---------------------- | --------------------------- |
| Sportart               | Darts                       |
| Organisator            | PDC                         |
| Turnierart             | Ranglistenturnier           |
| Austragungsort         | Victoria Stadium, Gibraltar |
| Austragungszeitraum    | wechselnd                   |
| Rekordsieger           | Michael van Gerwen (3×)     |
| amtierender Sieger     | Damon Heta                  |
| Letzte Austragung      | 2022                        |

Die Gibraltar Darts Trophy war ein Ranglistenturnier im Dartsport, das von der Professional Darts Corporation (PDC) veranstaltet wurde. Es war ein Event der European Darts Tour, welche im Rahmen der PDC Pro Tour durchgeführt wurde.

## Format
Das Turnier wurde im K.-o.-System gespielt. Spielmodus war in den ersten drei Runden ein best of 11 legs, im Halbfinale best of 13 legs und Finale best of 15 legs.
Jedes leg wurde im double-out-Modus gespielt.

## Preisgeld
Bei dem Turnier wurden ab 2019 insgesamt £ 140.000 an Preisgeldern ausgeschüttet. Das Preisgeld verteilte sich unter den Teilnehmern wie folgt:
| Position (Anzahl der Spieler) | Position (Anzahl der Spieler) | Preisgeld |
| ----------------------------- | ----------------------------- | --------- |
| Gewinner                      | (1)                           | £ 25.000  |
| Finalist                      | (1)                           | £ 10.000  |
| Halbfinalisten                | (2)                           | £ 6.500   |
| Viertelfinalisten             | (4)                           | £ 5.000   |
| Achtelfinalisten              | (8)                           | £ 3.000   |
| Verlierer der 2. Runde        | (16)                          | £ 2.000   |
| Verlierer der Vorrunde        | (16)                          | £ 1.000   |
|                               |                               |           |
|                               |                               | £ 140.000 |

## Finalergebnisse
| Jahr | Austragungsort                       | Sieger                               | Ergebnis                             | Finalist                             | Preisgeld                            | Preisgeld                            |
| Jahr | Austragungsort                       | Sieger                               | Ergebnis                             | Finalist                             | Gesamt                               | Sieger                               |
| ---- | ------------------------------------ | ------------------------------------ | ------------------------------------ | ------------------------------------ | ------------------------------------ | ------------------------------------ |
| 2013 | Victoria Stadium, Gibraltar          | Phil Taylor                          | 6 : 1                                | Jamie Lewis                          | 0£ 100.000                           | 0£ 20.000                            |
| 2014 | Victoria Stadium, Gibraltar          | James Wade                           | 6 : 4                                | Steve Beaton                         | 0£ 100.000                           | 0£ 20.000                            |
| 2015 | Victoria Stadium, Gibraltar          | Michael van Gerwen                   | 6 : 3                                | Terry Jenkins                        | 0£ 115.000                           | 0£ 25.000                            |
| 2016 | Victoria Stadium, Gibraltar          | Michael van Gerwen                   | 6 : 2                                | Dave Chisnall                        | 0£ 115.000                           | 0£ 25.000                            |
| 2017 | Victoria Stadium, Gibraltar          | Michael Smith                        | 6 : 4                                | Mensur Suljović                      | 0£ 135.000                           | 0£ 25.000                            |
| 2018 | Victoria Stadium, Gibraltar          | Michael van Gerwen                   | 8 : 3                                | Adrian Lewis                         | 0£ 135.000                           | 0£ 25.000                            |
| 2019 | Victoria Stadium, Gibraltar          | Krzysztof Ratajski                   | 8 : 2                                | Dave Chisnall                        | 0£ 140.000                           | 0£ 25.000                            |
| 2020 | Abgesagt wegen der COVID-19-Pandemie | Abgesagt wegen der COVID-19-Pandemie | Abgesagt wegen der COVID-19-Pandemie | Abgesagt wegen der COVID-19-Pandemie | Abgesagt wegen der COVID-19-Pandemie | Abgesagt wegen der COVID-19-Pandemie |
| 2021 | Europa Sports Park, Gibraltar        | Gerwyn Price                         | 8 : 0                                | Mensur Suljović                      | 0£ 140.000                           | 0£ 25.000                            |
| 2022 | Victoria Stadium, Gibraltar          | Damon Heta                           | 8 : 7                                | Peter Wright                         | 0£ 140.000                           | 0£ 25.000                            |